# GI-K'awiil de Cancuén
GI-K'awiil (G1-K'awiil) va ser una reina consort de Dos Pilas. També és coneguda com a la Senyora de Cancuén.
Va nàixer a Cancuén. Es va casar amb Ucha'an K'in B'alam, rei de Dos Pilas. Pot ser que no tinguessin cap fill, perquè el successor del seu marit no va ser el seu fill.
El panell 19 de Dos Pilas mostra a Ucha'un K'en B'alam i GI-K'awiil presidint un ritual presentant a un noi jove.
El Banc Jeroglífic de GI-K'awiil etiqueta al seu marit com "Ell de Cinc Captius".